# WebPositive

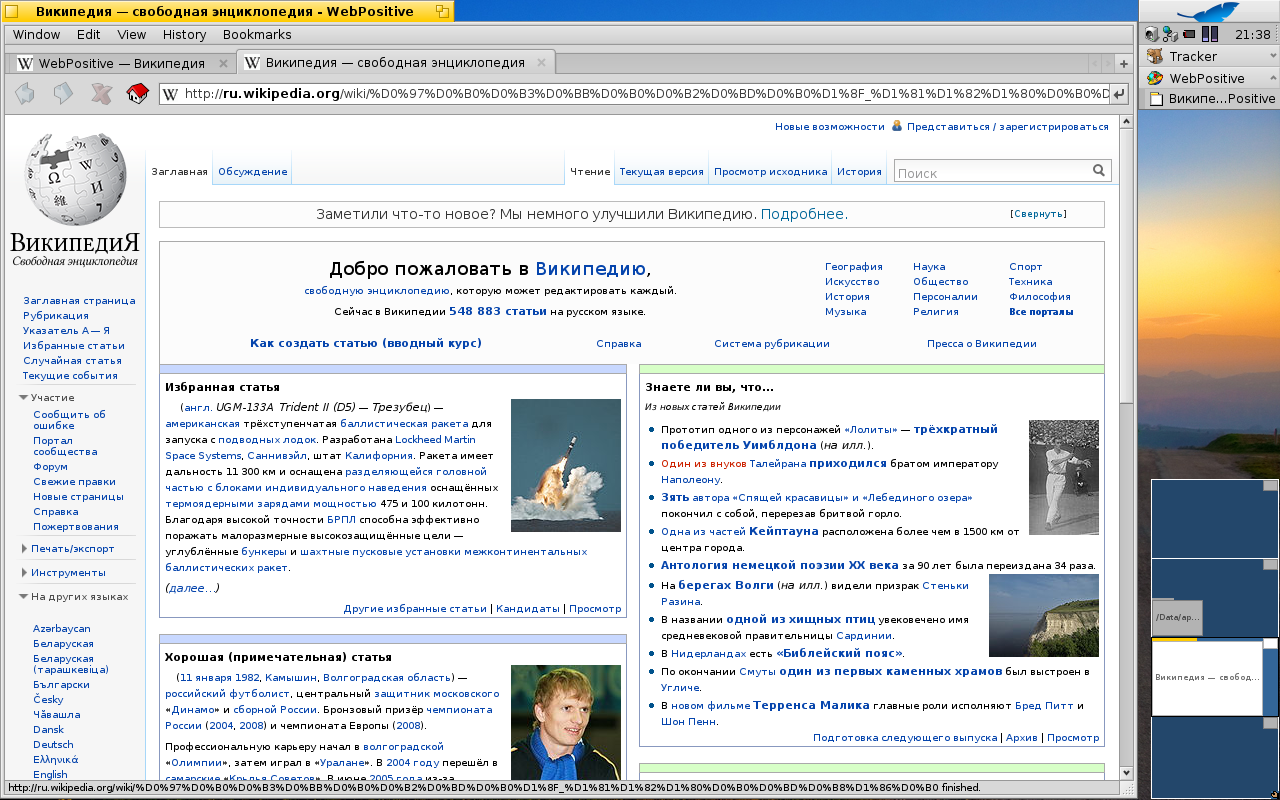
Imagem ilustrativa

WebPositive (também chamado de Web+) é o navegador web gráfico incluído como parte do sistema operacional Haiku desde a versão R1 / Alpha 2. Foi criado para substituir o BeZillaBrowser envelhecido (um porte do Firefox 2) navegador nativo baseado no WebKit.
Atualmente, não há suporte para HTML 5, devido à falta de código do Media Kit. WebPositive atualmente não suporta qualquer tipo de plugins, apesar desenvolvedor Stephan Aßmus sugeriu que ele pode haver suporte para plugin no futuro.

## Origem
O nome WebPositive veio como uma combinação de 'Web+', a partir de suas raízes no WebKit, e 'positivo', como é a substituição do Haiku NetPositive navegador encontrado no BeOS.

## História
No Google Summer of Code 2009, Maxime Simon, orientado por Ryan Leavengood, foi contratado para trabalhar no porte do WebKit , inicilizado por Leavengood tinha feito por uma recompensa no site Haikuware . Isto levou ao desenvolvimento do protótipo de navegador HaikuLauncher, o que demonstra a funcionalidade do motor de renderização WebKit, mas pouco foi feito.
Em fevereiro de 2010, Stephan Aßmus assumiu a tarefa de melhorar o navegador HaikuLauncher para um estado utilizável . Isto levou a muitas versões prévias antes de uma versão relativamente estável (r488) foi integrado no Haiku R1 / Alpha 2. A partir do final de 2010, Ryan Leavengood se assumiu como o principal desenvolvedor do WebPositive.
Versões anteriores do WebPositive usavam serviços cURL, mas eram lentos e tinham muitos outros bugs, um dos mais graves é que os cookies sobrecarregavam às vezes. Ficou claro que o CURL não poderia ser usado no WebPositive. Em outubro de 2013, Adrien Destugues, também conhecido como PulkoMandy, foi contratado para trabalhar no WebPositive em tempo integral, o que culminou em sua liderança de projetos para WebPositive e HaikuWebKit. Destugues substituiu a CURL como o núcleo do aplicativo pelo Haiku's Service Kit, um produto desenvolvido anteriormente por Stephan Aßmus e Christophe Huriaux durante o Google Summer of Code de 2010, e Alexandre Deckner em 2011. Destugues também fez melhorias significativas no suporte html5 do WebPositive no WebKit, como a implementação de suporte para datalists e entrada de cores.